# Athenaeum Chess Club (Glasgow)
Athenaeum Chess Club – szkocki klub szachowy z siedzibą w Glasgow.

## Historia
Klub powstał w 1900 roku i miał siedzibę w instytucji Athenaeum, którą dzielił przez pewien czas z Glasgow Chess Club. W 1902 roku klub dotarł do finału Spens Cup, przegrywając w powtórzonym meczu 2:3 z Helensburgh Chess Club. Dwa lata później zespół wygrał puchar, pokonując 4,5:0:5 Aberdeen Chess Club. W 1911 roku klub wystąpił w finale Richardson Cup, w którym uległ 3:4 Glasgow Chess Club. W meczu finałowym w barwach Athenaeum wystąpili P.C. Johnson, Carrick Wardhaugh, Frederick Harris, T.C. Rutledge, E. Annan, J.H. Whyte i W.A. Jack. W sezonie 1911/1912 klub wygrał pierwszą dywizję ligi Glasgow.